# Manuela Gostner
Manuela Gostner (né le 19 mai 1984) à Bolzano en Italie est une pilote de course automobile italienne.

## Carrière
Membre de la famille Gostner, synonyme de participation à la compétition Ferrari Challenge, Manuela Gostner entre dans ce championnat à la fin de la saison 2014. Elle devient une participante régulière dans la catégorie amateur Coppa Shell, et, au cours des années suivantes, remporte deux courses en 2018 (en).
Fin 2018, avec Giorgio Sernagiotto comme coéquipier, elle a l'occasion de participer à la dernière manche du championnat Michelin Le Mans Cup sur l'Autódromo Internacional do Algarve avec l'écurie suisse Kessel Racing au volant d'une Ferrari 488 GT3. Deborah Mayer, elle-même pilote GT, avait comme ambition de faire participer aux 24 Heures du Mans un équipage entièrement féminin. Connaissant le Kessel Racing pour y avoir roulé, elle entre en contact avec la commission FIA Women in Motorsport, présidée par Michèle Mouton. Michèle Mouton rencontre ensuite rencontré Ronnie Kessel, le propriétaire du Kessel Racing et une participation aux 12 Heures d'Abou Dabi est décidée afin de valider le concept. Manuela Gostner, avec comme coéquipières Rahel Frey et Michelle Gatting, et toujours au volant d'une Ferrari 488 GT3 participent ainsi à cette course qu'elles bouclent en finissant 6e au classement général et 2e de la catégorie Pro-Am. A la vue de cette performance, le projet 24 Heures du Mans est validé et lancé,,.

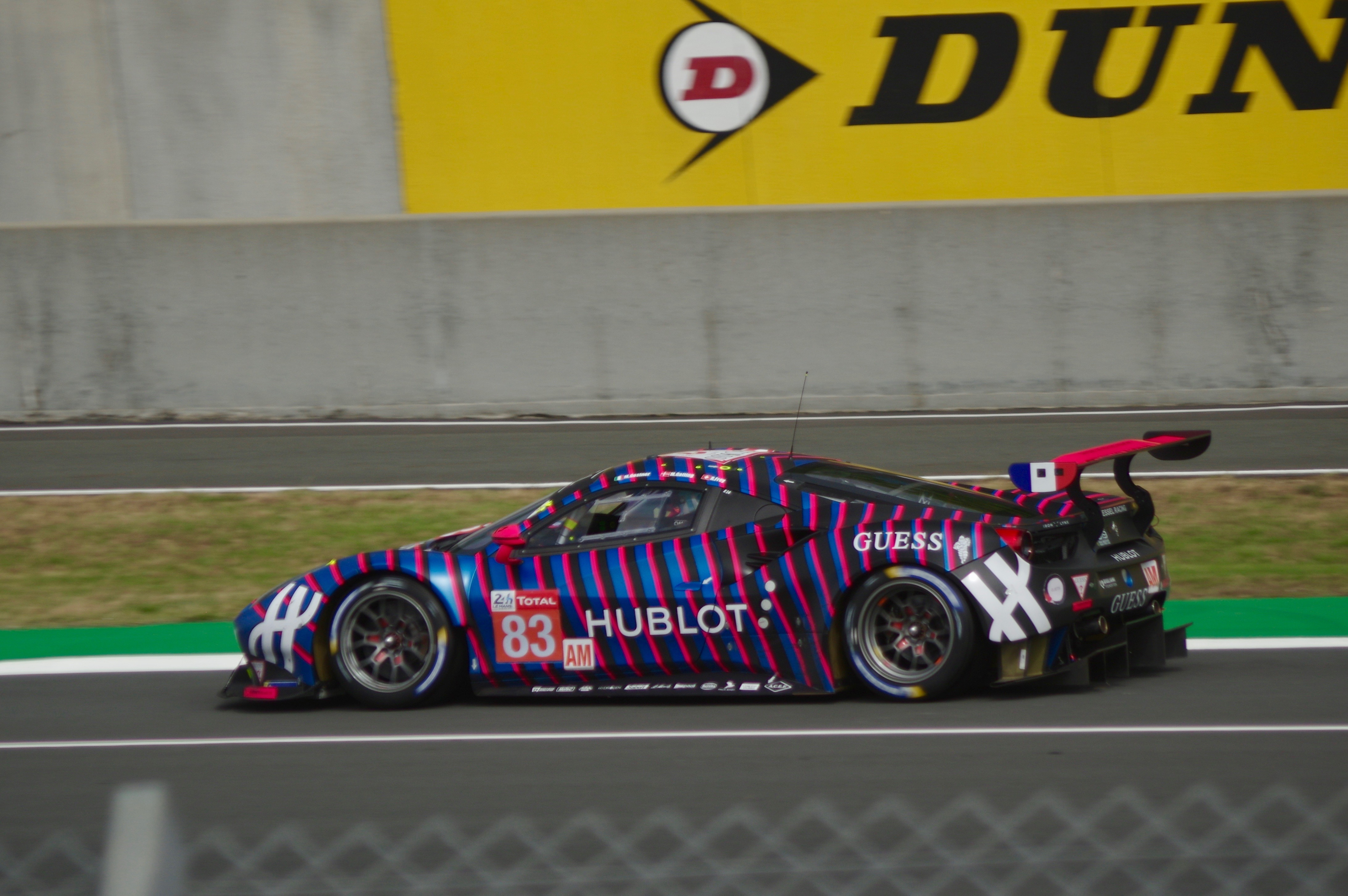
La Ferrari 488 GTE de l'écurie suisse Kessel Racing pilotée par Manuela Gostner, Rahel Frey et Michelle Gatting lors des 24 Heures du Mans 2019

En 2019, dans la lignée des dernières courses réalisées avec le Kessel Racing, Manuela Gostner, avec comme coéquipières Rahel Frey et Michelle Gatting, participe au championnat European Le Mans Series ainsi qu'aux 24 Heures du Mans. Pour cette première participation en European Le Mans Series, la saison est bouclée en 4e position avec 68 points, en étant montée sur la seconde marche du podium aux 4 Heures du Castellet et aux 4 Heures de Silverstone. Pour les 24 Heures du Mans, l'équipage termine en finissant 9e de la catégorie LMGTE Am sur les 17 voitures engagées,. Comme l'année précédente, elle finit sa saison en participant de nouveau aux 12 Heures d'Abou Dabi mais cette fois ci sous les couleurs de l'écurie italienne Iron Lynx, soutenue techniquement par le Kessel Racing. Bien qu'elles aient été dans le rythme, la course s’arrête pour elles à la suite d'un contact, alors qu'un podium était envisageable. 
En 2020, c'est avec l'écurie italienne Iron Lynx, soutenue techniquement par AF Corse, que Manuela Goestner s'engage afin de participer au championnat European Le Mans Series ainsi qu'aux 24 Heures du Mans. La saison a été bouclée en 4e position avec 61 points, en étant montée sur la troisième marche du podium aux 4 Heures du Castellet, aux Castellet 240 et aux 4 Heures de Monza. Elle voit également le drapeau à damier aux 24 Heures du Mans en finissant comme l'année précédente en 9e position de la catégorie LMGTE Am.

## Palmarès

### Résultats aux24 heures du Mans
| Année | Écurie        | Copilotes                   | Voiture             | Classe   | Tours | Pos. | Class Pos. |
| ----- | ------------- | --------------------------- | ------------------- | -------- | ----- | ---- | ---------- |
| 2019  | Kessel Racing | Rahel Frey Michelle Gatting | Ferrari 488 GTE     | LMGTE Am | 330   | 39e  | 9e         |
| 2020  | Iron Lynx     | Rahel Frey Michelle Gatting | Ferrari 488 GTE Evo | LMGTE Am | 332   | 9e   | Abd.       |

### Résultats auxEuropean Le Mans Series
| Année | Ecurie        | Châssis             | Moteur                        | Classe | 1     | 2     | 3     | 4     | 5     | 6        | Position | Points |
| ----- | ------------- | ------------------- | ----------------------------- | ------ | ----- | ----- | ----- | ----- | ----- | -------- | -------- | ------ |
| 2019  | Kessel Racing | Ferrari 488 GTE     | Ferrari F154CB 3.9 L V8 Turbo | LMGTE  | LEC 2 | MON 6 | BAR 4 | SIL 2 | SPA 4 | POR Abd. | 4e       | 68     |
| 2020  | Iron Lynx     | Ferrari 488 GTE Evo | Ferrari F154CB 3.9 L V8 Turbo | LMGTE  | LEC 3 | SPA 8 | LEC 3 | MON 3 | POR 6 |          | 4e       | 61     |